# Arizona State Route 189
Arizona State Route 189 ist ein Highway im US-Bundesstaat Arizona, der in Nord-Süd-Richtung verläuft.
Der Highway beginnt an der Grenze zu Mexiko und endet in Nogales im Santa Cruz County an der Interstate 19 Business. Die State Route wird als Umgehungsroute um Nogales und des überlaufenden Grenzübergangs der Stadt genutzt. Kurz vor dem nördlichen Ende trifft sie auf die Interstate 19.